# Gepiu
Gepiu est une commune roumaine du județ de Bihor, en Transylvanie, dans la région historique de la Crișana et dans la région de développement Nord-Ouest.

## Géographie
La commune de Gepiu est située dans le sud-ouest du județ, dans la plaine de la Crișana, à 24 km au nord-est de Salonta et à 18 km au sud-ouest d'Oradea, le chef-lieu du județ.
La municipalité est composée des deux villages suivants, nom hongrois, (population en 2002) :
- Bicaci, Mezőbikács (588) ;
- Gepiu, Gyapju (1 136], siège de la commune.

## Histoire
La première mention écrite du village de Gepiu date de 1332 sous son nom hongrois de Gyapju.
La commune, qui appartenait au royaume de Hongrie, en a donc suivi l'histoire. Au début du XIXe siècle, le village est la propriété des barons Konyswalter dont le château sera détruit en 1945.
Après le compromis de 1867 entre Autrichiens et Hongrois de l'empire d'Autriche, la principauté de Transylvanie disparaît et, en 1876, le royaume de Hongrie est partagé en comitats. Gepiu intègre le comitat de Bihar (Bihar vármegye).
À la fin de la Première Guerre mondiale, l'Empire austro-hongrois disparaît et la commune rejoint la Grande Roumanie au traité de Trianon. En 1924, des terres sont attribuées à des colons roumains.
En 1940, à la suite du deuxième arbitrage de Vienne, elle est annexée par la Hongrie jusqu'en 1944. Elle réintègre la Roumanie après la Seconde Guerre mondiale au traité de Paris en 1947.
Lors de la réforme administrative de 1968, les deux villages de Gepui et Bicaci sont intégrés dans la commune de Cefa dont ils se sont séparés en 2004 pour créer une nouvelle commune.

## Politique
| Période                                  | Période  | Identité    | Étiquette | Qualité |
| ---------------------------------------- | -------- | ----------- | --------- | ------- |
| Les données manquantes sont à compléter. |          |             |           |         |
|                                          | 2012     | Aurel Bejan | PDL       |         |
| 2012                                     | En cours | Ioan Purge  | PSD       |         |

| Parti | Parti                                      | Sièges |
| ----- | ------------------------------------------ | ------ |
|       | Parti social-démocrate (PSD)               | 8      |
|       | Parti national libéral (PNL)               | 2      |
|       | Union démocrate magyare de Roumanie (UDMR) | 1      |

## Religions
La commune de Gepiu n'existant que depuis 2004, il n'existe pas de statistiques religieuses la concernant. On peut consulter les statistiques concernant la commune Cefa dans laquelle ces deux villages étaient intégrés. 

## Démographie
Le village de Bicaci comptait au début du XXe siècle une forte minorité slovaque.
En 1910, à l'époque austro-hongroise, les deux villages de Gepiu et Bicaci comptaient 1 734 Roumains (59,63 %), 642 Hongrois (22,08 %), 485 Slovaques (16,78 %) et 35 Roms (1,20 %).
En 1930, on dénombrait 2 216 Roumains (73,16 %), 566 Slovaques (18,69 %), 171 Hongrois (5,65 %) et 44 Roms (1,45 %).
En 2002, les, deux villages comptaient 1 298 Roumains (75,69 %), 208 Roms (12,11 %) et 190 Hongrois (11,06 %). On dénombrait à cette date 780 ménages et 772 logements.
| 1880  | 1890  | 1900  | 1910  | 1920  | 1930  | 1941  | 1956  | 1966  |
| ----- | ----- | ----- | ----- | ----- | ----- | ----- | ----- | ----- |
| 2 132 | 2 344 | 2 679 | 2 908 | 2 976 | 3 003 | 3 042 | 3 029 | 2 877 |

| 1977  | 1992  | 2002  | 2007  | - | - | - | - | - |
| ----- | ----- | ----- | ----- | - | - | - | - | - |
| 2 409 | 1 608 | 1 718 | 1 778 | - | - | - | - | - |

## Économie
L'économie de la commune repose sur l'agriculture et l'élevage. la commune dispose de 3 701 ha de terres arables, de 50 ha de prairies et de 377 ha de pâturages.

## Communications

### Routes
Gepiu est située sur la route nationale DN79 (Route européenne 671) Oradea-Arad.

### Voies ferrées
Gepiu est traversée par la ligne Oradea-Arad des Chemins de fer roumains.

## Lieux et monuments
- Gepiu, église orthodoxe datant du milieu du XIXe siècle[7] ;
- Gepiu, église catholique datant de 1860 ;
- Gepiu, lac de retenue, pour la pêche et la baignade.